# Zisterzienserinnenabtei Löwenbrücken
Die Zisterzienserinnenabtei Löwenbrücken war von 1232 bis 1791 ein Kloster der Zisterzienserinnen in Trier in Rheinland-Pfalz (Deutschland).

## Geschichte
Das seit dem 12. Jahrhundert (1156?) vor den damaligen Toren von Trier (im heutigen Bereich Trier-Süd, Saarstraße) am Olewiger Bach bestehende Nonnenkloster Sankt Helena wurde 1232 unter Erzbischof Theoderich II. von Wied in den Zisterzienserorden eingegliedert und Kloster Himmerod unterstellt. Es trug den Namen „Pons Leonis“ (deutsch: Löwenbrücke). 1674 verlangte und erreichte der französische Stadtkommandant seine Zerstörung aus wehrtechnischen Gründen. Die Nonnen wechselten in die Sankt-Anna-Kapelle am Pferdemarkt (in Trier-Mitte/Gartenfeld).
Der nunmehr unter dem Namen Sankt-Anna-Kloster bekannte Konvent errichtete von 1679 bis 1740 am Ort neue Klostergebäude, sowie eine Kirche. 1791 kam es zur Schließung durch die Französische Revolution.

## Relikte
In der Nähe des Bahnhofs Trier-Süd erinnert die Löwenbrückener Straße an die um das einstige Kloster entstandene historische Siedlung Löwenbrücken. Vom Kloster Sankt Anna sind keine Reste erhalten.
Von der einstigen Siedlung Löwenbrücken ist u. a. das Haus Saarstraße 127 erhalten.